# Migliore calciatore assoluto AIC
Il titolo di Migliore calciatore assoluto AIC è un premio calcistico assegnato nella serata del Gran Galà del calcio AIC (noti in precedenza come Oscar del calcio AIC) dall'Associazione Italiana Calciatori.
È premiato un calciatore che militi nel campionato di calcio italiano di Serie A e che si sia distinto per le sue positive prestazioni nella stagione calcistica precedente. Fino al 2010 veniva eletto tra il vincitore del premio di Migliore calciatore italiano e quello di Migliore calciatore straniero; dal 2011 questi due premi non vengono più assegnati e il miglior calciatore risulta essere quello più votato all'interno della squadra ideale.
Il detentore del trofeo è l'argentino Lautaro Martínez, che lo ha vinto nel 2024 con la maglia dell'Inter, mentre il primato di vittorie se lo dividono Zlatan Ibrahimović e Andrea Pirlo, entrambi eletti per tre volte.

## Albo d'oro

### Oscar del calcio
| Anno | Piazzamento       | Giocatore            | Nazionalità | Squadra    |
| ---- | ----------------- | -------------------- | ----------- | ---------- |
| 1997 | Vincitore         | Roberto Mancini      | Italia      | Sampdoria  |
| 1997 | Miglior straniero | Zinédine Zidane      | Francia     | Juventus   |
| 1998 | Vincitore         | Ronaldo              | Brasile     | Inter      |
| 1998 | Miglior italiano  | Alessandro Del Piero | Italia      | Juventus   |
| 1999 | Vincitore         | Christian Vieri      | Italia      | Lazio      |
| 1999 | Miglior straniero | Gabriel Batistuta    | Argentina   | Fiorentina |
| 2000 | Vincitore         | Francesco Totti      | Italia      | Roma       |
| 2000 | Miglior straniero | Andrij Ševčenko      | Ucraina     | Milan      |
| 2001 | Vincitore         | Zinédine Zidane      | Francia     | Juventus   |
| 2001 | Miglior italiano  | Francesco Totti      | Italia      | Roma       |
| 2002 | Vincitore         | David Trezeguet      | Francia     | Juventus   |
| 2002 | Miglior italiano  | Christian Vieri      | Italia      | Inter      |
| 2003 | Vincitore         | Pavel Nedvěd         | Rep. Ceca   | Juventus   |
| 2003 | Vincitore         | Francesco Totti      | Italia      | Roma       |
| 2004 | Vincitore         | Kaká                 | Brasile     | Milan      |
| 2004 | Miglior italiano  | Francesco Totti      | Italia      | Roma       |
| 2005 | Vincitore         | Alberto Gilardino    | Italia      | Parma      |
| 2005 | Miglior straniero | Zlatan Ibrahimović   | Svezia      | Juventus   |
| 2006 | Vincitore         | Fabio Cannavaro      | Italia      | Juventus   |
| 2006 | Miglior straniero | Kaká                 | Brasile     | Milan      |
| 2006 | Miglior straniero | David Suazo          | Honduras    | Cagliari   |
| 2007 | Vincitore         | Kaká                 | Brasile     | Milan      |
| 2007 | Miglior italiano  | Francesco Totti      | Italia      | Roma       |
| 2008 | Vincitore         | Zlatan Ibrahimović   | Svezia      | Inter      |
| 2008 | Miglior italiano  | Alessandro Del Piero | Italia      | Juventus   |
| 2009 | Vincitore         | Zlatan Ibrahimović   | Svezia      | Inter      |
| 2009 | Miglior italiano  | Daniele De Rossi     | Italia      | Roma       |
| 2010 | Vincitore         | Diego Milito         | Argentina   | Inter      |
| 2010 | Miglior italiano  | Antonio Di Natale    | Italia      | Udinese    |

### Gran Galà del calcio
| Anno | Giocatore          | Nazionalità | Squadra  |
| ---- | ------------------ | ----------- | -------- |
| 2011 | Zlatan Ibrahimović | Svezia      | Milan    |
| 2012 | Andrea Pirlo       | Italia      | Juventus |
| 2013 | Andrea Pirlo       | Italia      | Juventus |
| 2014 | Andrea Pirlo       | Italia      | Juventus |
| 2015 | Carlos Tévez       | Argentina   | Juventus |
| 2016 | Leonardo Bonucci   | Italia      | Juventus |
| 2017 | Gianluigi Buffon   | Italia      | Juventus |
| 2018 | Mauro Icardi       | Argentina   | Inter    |
| 2019 | Cristiano Ronaldo  | Portogallo  | Juventus |
| 2020 | Cristiano Ronaldo  | Portogallo  | Juventus |
| 2021 | Romelu Lukaku      | Belgio      | Inter    |
| 2022 | Rafael Leão        | Portogallo  | Milan    |
| 2023 | Victor Osimhen     | Nigeria     | Napoli   |
| 2024 | Lautaro Martínez   | Argentina   | Inter    |

## Vincitori
- 3 premi
  - Zlatan Ibrahimović, Andrea Pirlo.

- 2 premi
  - Kaká, Cristiano Ronaldo, Francesco Totti.

- 1 premio
  - Leonardo Bonucci, Gianluigi Buffon, Fabio Cannavaro, Alberto Gilardino, Mauro Icardi, Rafael Leão, Romelu Lukaku, Roberto Mancini, Lautaro Martínez, Diego Milito, Pavel Nedvěd, Victor Osimhen, Ronaldo, Carlos Tévez, David Trezeguet, Christian Vieri, Zinédine Zidane.

## Classifica per club
| Club      | Calciatori | Oscar | Gran Galà | Totale |
| --------- | ---------- | ----- | --------- | ------ |
| Juventus  | 9          | 4     | 8         | 12     |
| Inter     | 6          | 4     | 3         | 7      |
| Milan     | 3          | 2     | 2         | 4      |
| Roma      | 1          | 2     | -         | 2      |
| Lazio     | 1          | 1     | -         | 1      |
| Napoli    | 1          | -     | 1         | 1      |
| Parma     | 1          | 1     | -         | 1      |
| Sampdoria | 1          | 1     | -         | 1      |